# Île Little Sitkin
L'île Little Sitkin, en anglais Little Sitkin Island, en aléoute Sitignax̂, est une île des États-Unis située en Alaska, dans les îles Aléoutiennes. Elle constitue le sommet émergé d'un stratovolcan dont le cône est édifié à l'intérieur de deux caldeiras.

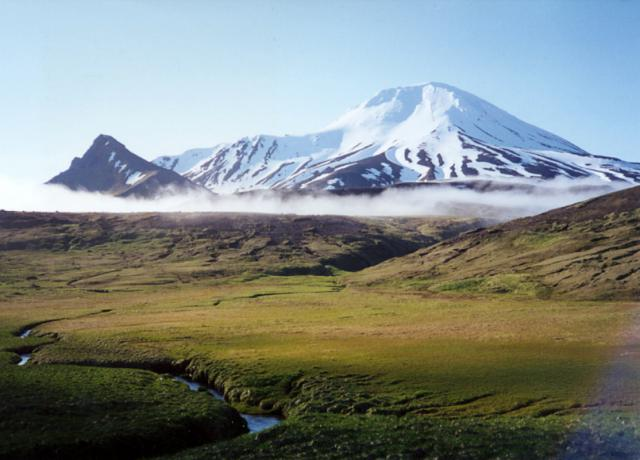
Vue du volcan enneigé.

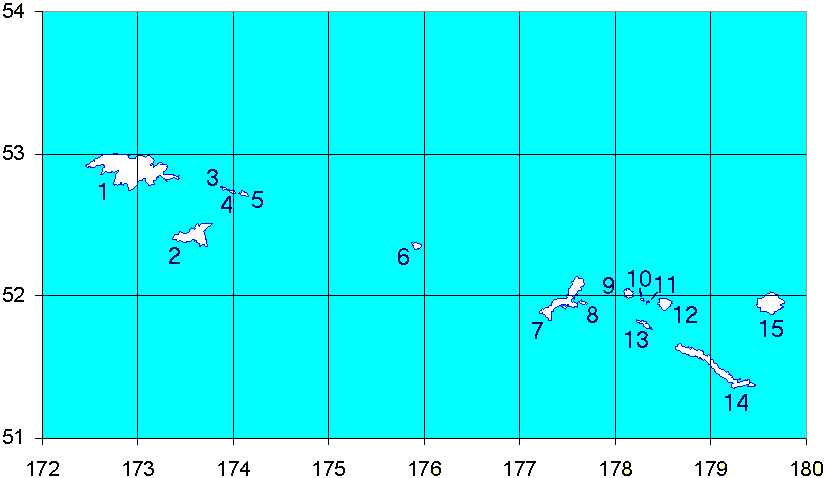
Carte des îles Aléoutiennes occidentales avec l'île Little Sitkin légendée en no 12.

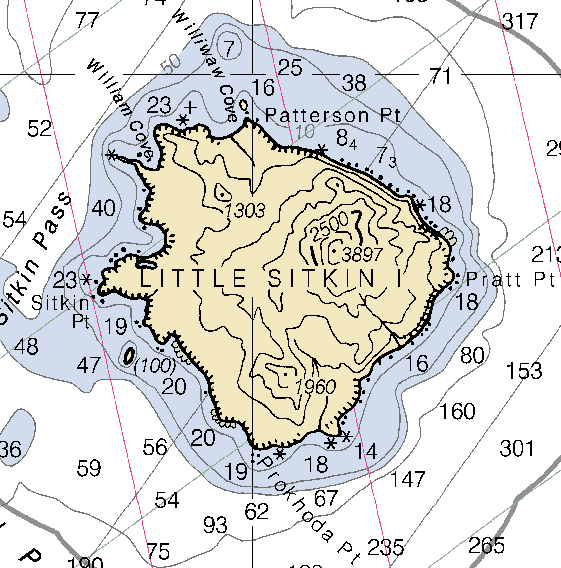
Carte nautique de l'île Little Sitkin.